# Liste des chefs du protocole de la République française

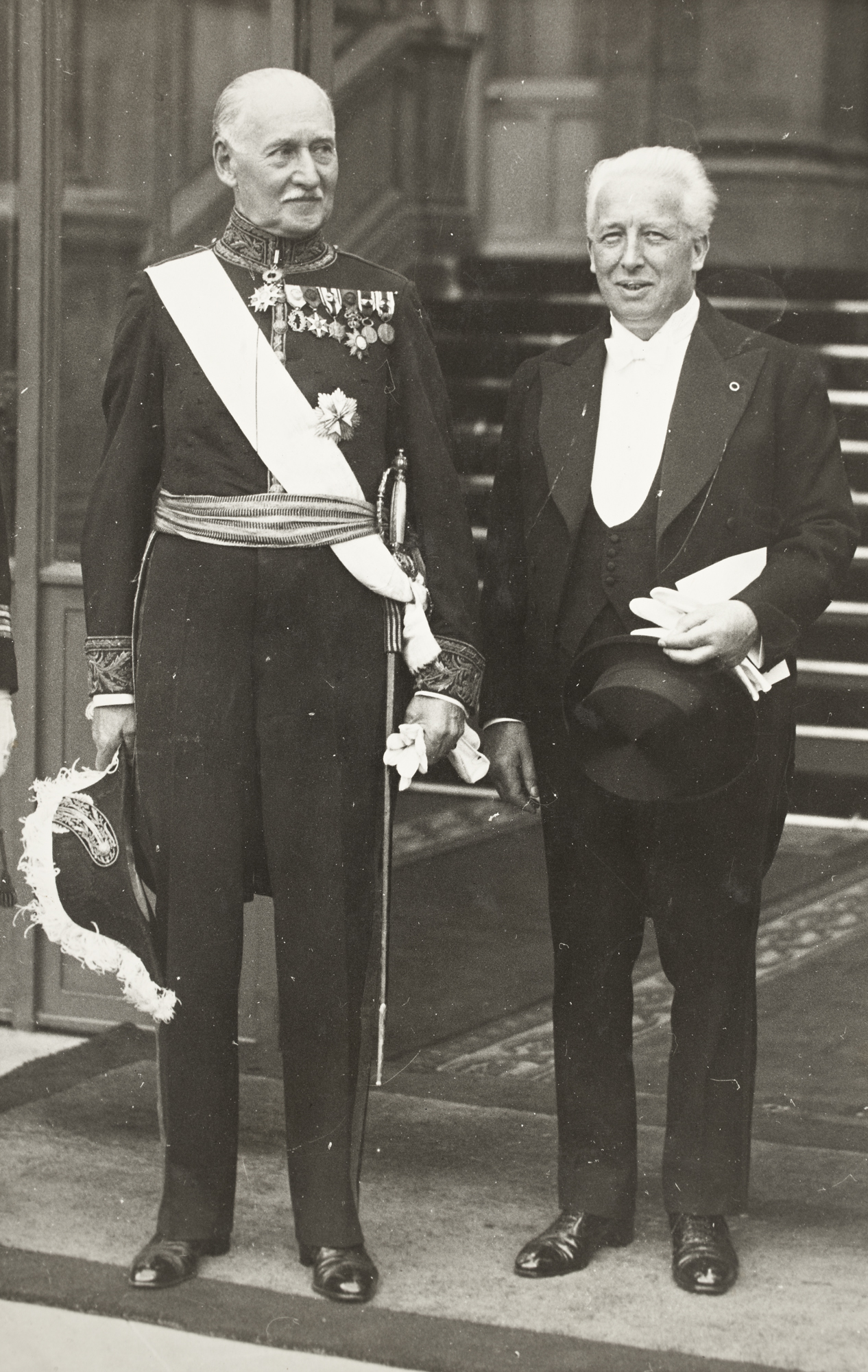
Pierre de Fouquières (en uniforme) et l'ambassadeur d'Irlande (années 1930).

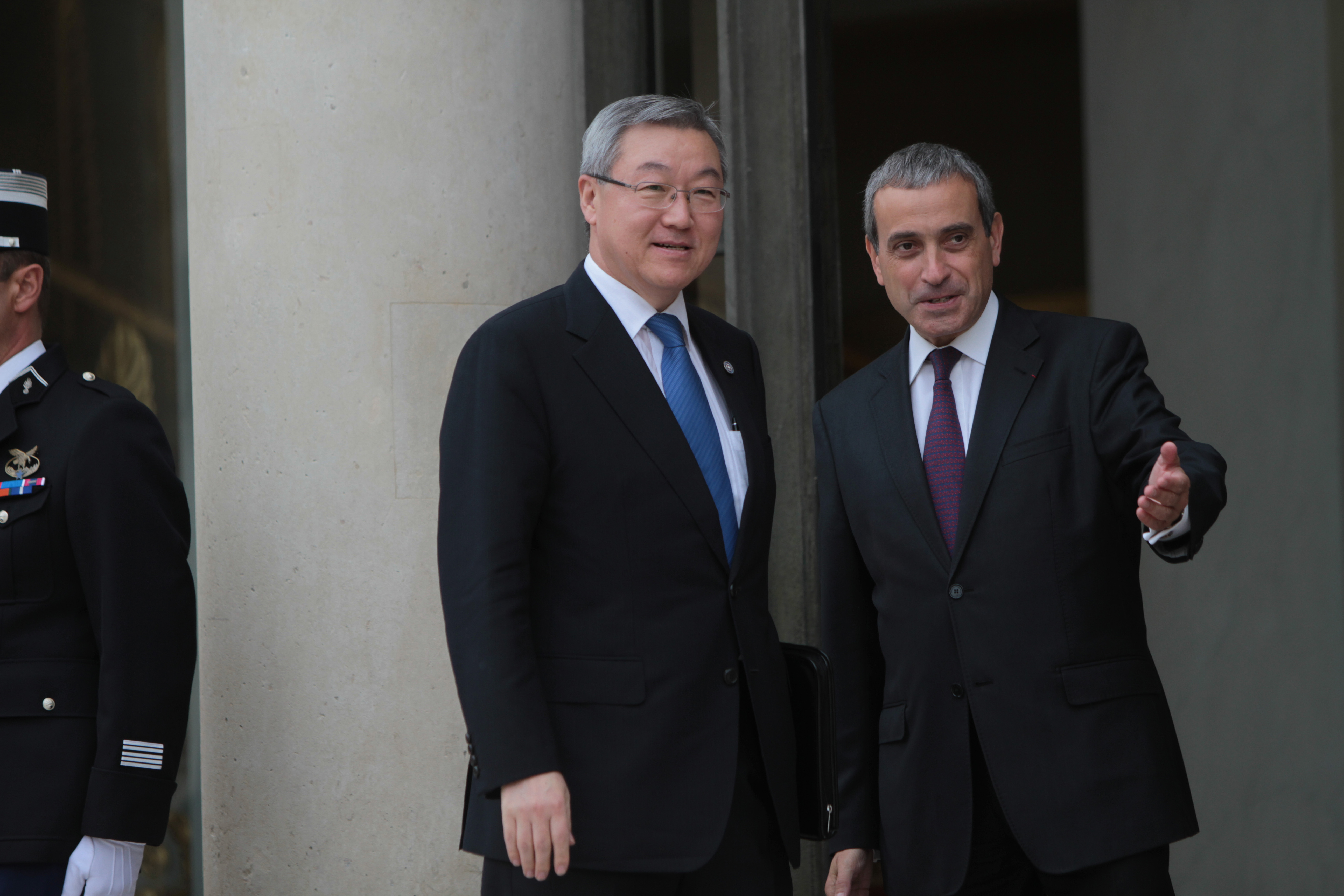
Laurent Stefanini accueille à l'Élysée le ministre des Affaires étrangères de Corée du Sud, Kim Sung-hwan, lors de la Conférence internationale de soutien à la Libye nouvelle (2011).

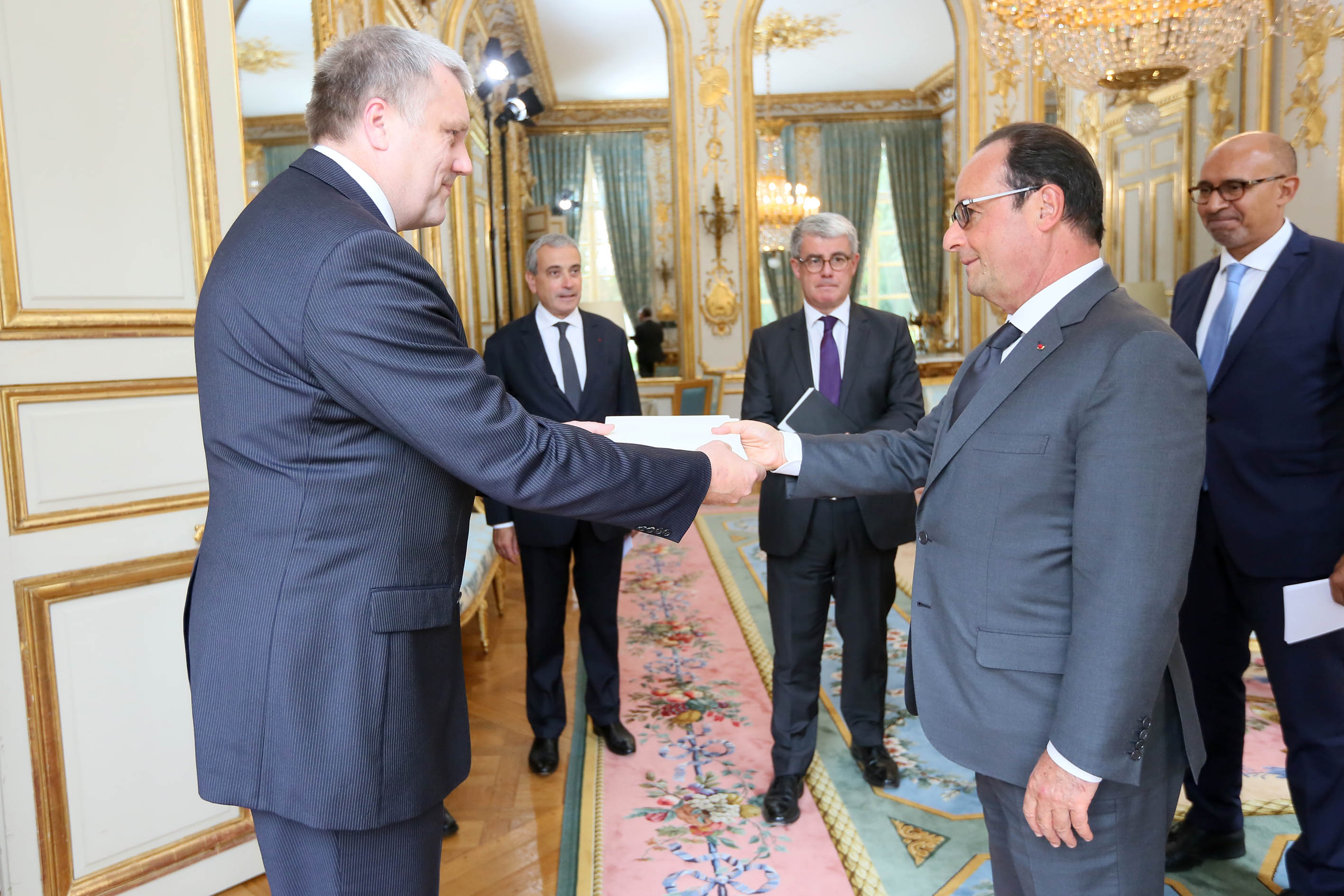
Laurent Stefanini (arrière-plan, à gauche) est présent lorsque l'ambassadeur d'Estonie, Alar Streimann, remet ses lettres de créance au président de la République française, François Hollande (2015).

La liste des chefs du protocole de la République française recense, par ordre chronologique, les diplomates français qui ont exercé la fonction de chef du protocole, introducteur des ambassadeurs, également appelé directeur du Protocole d'État et des événements diplomatiques, introducteur des ambassadeurs depuis 2019.

## Description de la fonction
Le chef du protocole de la République est chargé du protocole du ministère des Affaires étrangères et du palais de l'Élysée. Il gère environ 500 agents. Il accueille notamment les ambassadeurs étrangers en France et les accompagne lors de la remise de leurs lettres de créance. Il a la charge de l'organisation des grandes commémorations nationales (8 mai 1945, 14 juillet, 11 novembre 1918), des voyages officiels à l'étranger du président de la République, de la présentation de ses vœux, ou encore des visites officielles d'hôtes étrangers en France.
En 2019, une réorganisation des services protocolaires à lieu.
Le Protocole d'État, dirigé par le chef du protocole, introducteur des ambassadeurs et ayant lui-même rang d'ambassadeur, est mis à la disposition du président de la République, du Premier ministre et du ministère des Affaires étrangères.
Actuellement, le directeur du Protocole assure les fonctions protocolaires pour le chef de l’État, tandis que son adjoint se consacre à celles du chef de gouvernement. 
Le Protocole veille également à l'application, sur le territoire français, des privilèges, immunités et franchises diplomatiques et consulaires, garantissant ainsi le respect des règles internationales en la matière.

## Liste des chefs du protocole
Les chefs du protocole ont été successivement,, :
| Chef du protocole                                             | Décret de nomination | Décret de nomination |
| ------------------------------------------------------------- | -------------------- | -------------------- |
| Félix-Sébastien Feuillet de Conches                           | 1868                 |                      |
| Joseph-Hippolyte-Gabriel Mollard                              | 1874                 |                      |
| Olivier d'Ormesson                                            | 20 septembre 1888    | [ a ]                |
| Félix de Bourqueney                                           | 8 septembre 1893     | [ b ]                |
| Philippe Crozier                                              | 10 avril 1895        | [ c ]                |
| Armand Mollard (d)                                            | 29 août 1902         | [ d ]                |
| Richard-William Martin                                        | 1er novembre 1913    | [ e ]                |
| Pierre de Fouquières                                          | 8 janvier 1920       | [ f ]                |
| Maurice Lozé                                                  | 30 juillet 1937      | [ g ]                |
| Edmond Petit de Beauverger (d)                                | 2 octobre 1940       | [ h ]                |
| Vallantin                                                     | 22 mai 1943          | [ i ]                |
| Pierre d'Huard                                                | septembre 1943       |                      |
| Jacques Chilhaud-Dumaine                                      | 11 janvier 1945      | [ j ]                |
| Édouard Dufresne de La Chauvinière (d)                        | 25 juin 1951         | [ k ]                |
| Ludovic Chancel                                               | 14 avril 1958        | [ l ]                |
| Pierre-Marc Siraud                                            | 25 mars 1961         | [ m ]                |
| Bernard Durand (d)                                            | 29 septembre 1965    | [ n ]                |
| Jacques Senard                                                | 24 juillet 1969      | [ o ]                |
| Jean-Paul Anglès                                              | 22 août 1972         | [ p ]                |
| Emmanuel de Casteja (d)                                       | 14 octobre 1976      | [ q ]                |
| Jean-Bernard Mérimée                                          | 1978                 |                      |
| Michel Rougagnou (tr)                                         | 9 mars 1982          | [ r ]                |
| Jacques Gaultier de La Ferrière (d)                           | 12 avril 1983        | [ s ]                |
| Henri Benoît de Coignac (tr)                                  | 21 novembre 1984     | [ t ]                |
| André Gadaud (d)                                              | 12 octobre 1988      | [ u ]                |
| Daniel Jouanneau                                              | 22 mars 1993         | [ v ]                |
| Frédéric Grasset (tr)                                         | 8 avril 1997         | [ w ]                |
| Paul Poudade                                                  | 24 avril 2002        | [ x ]                |
| Jean-Pierre Asvazadourian (tr)                                | 6 juillet 2005       | [ y ]                |
| Jean-Pierre Asvazadourian (tr)                                | 17 janvier 2006      | [ z ]                |
| Jean-Pierre Asvazadourian (tr)                                | 18 février 2008      | [ aa ]               |
| Jean-Pierre Lacroix                                           | 24 juillet 2009      | [ ab ]               |
| Laurent Stefanini                                             | 3 juin 2010          | [ ac ]               |
| Frédéric Billet (d)                                           | 25 avril 2016        | [ ad ]               |
| Directeur du protocole d'État et des évènements diplomatiques |                      |                      |
| Philippe Franc (d)                                            | 9 octobre 2019       | [ ae ]               |
| Frédéric Billet (d)                                           | 20 juin 2023         | [ af ]               |